# Östra Djuptjärnen
Östra Djuptjärnen är en sjö i Rättviks kommun i Dalarna och ingår i Dalälvens huvudavrinningsområde.